# Ludwig ten Hompel

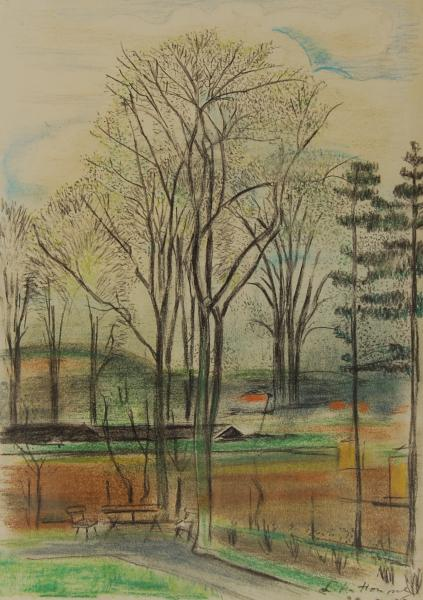
Ludwig ten Hompel, Landschaft, 1925,
Pastellkreide, 39,5 × 28 cm

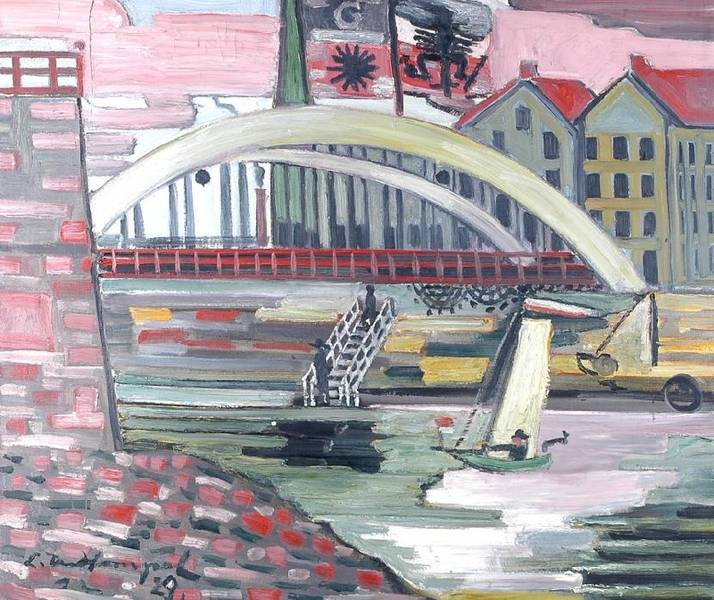
Ludwig ten Hompel, Brücke, 1929,
Öl auf Leinwand, 80 × 95 cm

Ludwig ten Hompel (* 31. Juli 1887 in Duisburg; † 15. Oktober 1932 in Düsseldorf; vollständiger Name: Ludwig Franz Joseph ten Hompel) war ein deutscher Grafiker und Maler.

## Leben
Ludwig ten Hompel wurde am 31. Juli 1887 als Sohn des Buchhändlers Carl Ludwig Wilhelm ten Hompel und dessen Ehefrau Caroline in Duisburg geboren. Er wuchs in Duisburg auf und begann 1903 eine Ausbildung an der Kunstgewerbeschule Düsseldorf, die zu der Zeit von Peter Behrens geleitet wurde. Zu seinen Lehrern gehörte u. a. Fritz Helmuth Ehmcke, den er bei unterschiedlichen Projekten unterstützen durfte. 1906 konnte er im Rahmen der „3. Deutschen Kunstgewerbe-Ausstellung“ in Dresden eigene Werke u. a. Dekorationsmalereien, Bucheinbände und Lederarbeiten vorstellen. Nach Abschluss der Kunstgewerbe-Ausbildung wechselte ten Hompel seine künstlerische Ausrichtung und wandte sich der Malerei zu.
Ab 1908 absolvierte er als Privatschüler eine dreijährige Ausbildung bei Lovis Corinth in Berlin. Dort widmete er sich dem „Studium der Figur und der Beschäftigung mit der Farbe“. Ten Hompel war Neuem gegenüber stets aufgeschlossen und wechselte bei seiner Malerei immer wieder die Stilrichtungen.
1913 kehrte er nach Düsseldorf zurück. 1914, also kurz vor dem Ersten Weltkrieg, nahm er noch an einer Ausstellung des Kunstvereins für die Rheinlande und Westfalen teil, wurde dann aber Anfang 1915 als Soldat eingezogen. 1916 wurde er verletzt, verbrachte einige Zeit im Lazarett und wurde noch im selben Jahr als Soldat entlassen.
1916 erhielt er die Gelegenheit zu einer weiteren Ausstellung im preußischen Wilhelmshaven. In der „Frühjahrsausstellung“ des „Vereins der Kunstfreunde“ in der Kaiser-Friedrich-Kunsthalle fanden seine Gemälde eine besonders anerkennende Beurteilung in der Presse. In diesem Zusammenhang konnte er Kontakte mit den Verantwortlichen der Wilhelmshavener Nachbarstadt Rüstringen knüpfen, die ihm in der Folge einige Aufträge erteilten, u. a. Aufträge zur Gestaltung dreier Ehrenbürgerbriefe der Stadt Rüstringen. So gestaltete er 1916 die Ehrenbürgerbriefe für die verantwortlichen Admiräle der Skagerrakschlacht, Admiral Reinhard Scheer und Vizeadmiral Franz von Hipper. 1920 folgte die Gestaltung des Ehrenbürgerbriefs für den Rüstringer Oberbürgermeister Emil Lueken.
Nach dem Ersten Weltkrieg nahm ten Hompel seine künstlerischen Aktivitäten in der Düsseldorfer Kunstszene wieder auf. Er wurde Gründungsmitglied in der am 24. Februar 1919 gegründeten Künstlergruppe Das Junge Rheinland. Im November 1923 verließen einige Künstler das Junge Rheinland, unter ihnen auch Ludwig ten Hompel, und gründeten die Rheingruppe. Als Mitglied beider Gruppen beteiligte er sich rege an Ausstellungen, vor allem in Düsseldorf, aber auch in Frankfurt und Berlin.
1924 heiratete er Elisabeth Roesner, und am 25. Oktober 1925 wurde die Tochter Emma in Düsseldorf geboren.
1926 fand die GeSoLei, die Große Ausstellung Düsseldorf 1926 für Gesundheitspflege, soziale Fürsorge und Leibesübungen in Düsseldorf statt. Ludwig ten Hompel nahm an dieser Ausstellung in zweierlei Hinsicht teil. Zum einen beteiligte er sich an der im Rahmen der GeSoLei organisierten Kunstausstellung und konnte so drei seiner Werke über die Ausstellungszeit von sechs Monaten den rund 200.000 Ausstellungsbesuchern präsentieren. Zum anderen nahm er im Vorfeld der GeSoLei an einem Plakatwettbewerb teil, mit dem das offizielle Werbeplakat für die Ausstellung GeSoLei ausgewählt werden sollte. Ludwig ten Hompel gewann mit seinem künstlerischen Entwurf den Wettbewerb, musste aber zusehen, wie das zuständige Presseamt das Plakat des zweitplatzierten Richard Schwarzkopf als offizielles Werbeplakat vorzog. Als Begründung verwies man auf die angeblich geringe Werbewirksamkeit des Hompel'schen Entwurfs.
1927 unternahm er mit seiner Familie eine mehrmonatige Reise ins Ausland und besuchte u. a. Paris und den Süden von Frankreich. Ab 1929 folgten weitere Beteiligungen an Ausstellungen in und um Düsseldorf, die in der lokalen Presse positiv kommentiert wurden.
1928 wurde er als Mitglied der Rheingruppe auch Mitglied der Interessengemeinschaft Rheinische Sezession.
Ludwig ten Hoppel erkrankte Mitte 1929 an einer neurologischen Störung und musste sich darauf folgend in der Provinzial-Heil- und Pflegeanstalt in Düsseldorf-Grafenberg behandeln lassen. Zwischen 1930 und 1932 entstanden zwar noch wenige Werke, es kam aber aufgrund der Krankheit zu keinerlei Ausstellungstätigkeiten mehr.

## Werk
1937 wurden in der Nazi-Aktion „Entartete Kunst“ aus den Kunstsammlungen der Stadt Düsseldorf und der Städtischen Kunstsammlung Duisburg elf seiner Bilder beschlagnahmt.
Ludwig ten Hompel erreichte trotz seines umfangreichen Schaffens und vieler Ausstellungsbeteiligungen außerhalb des Rheinlandes nie die Bekanntheit seiner zeitgenössischen Künstlerkollegen Gert Wollheim oder Otto Pankok. Er geriet fast in Vergessenheit. Erst seit 1990 erschließt die Galerie Wolfgang Offelder in Neuss das Werk des Künstlers. Im Herbst 2010 wurde Ludwig ten Hompel in Wilhelmshaven mit der eigenständigen Ausstellung „Ein Rheinländer im Norden“ geehrt.